# جکدان (بشاگرد)
جَکدان، روستایی در دهستان جَکدان بخش مرکزی شهرستان بشاگرد در استان هرمزگان ایران است. این روستا، مرکز دهستان جکدان است. مردم این روستا به دو زبان مارزی گالی و ملکی گالی صحبت میکنند.این روستا به دلیل طبیعت زیبا و مناظر چشم‌نوازش شناخته شده است. مردم این منطقه به فعالیت‌های کشاورزی و دامداری مشغول هستند و معمولاً از زندگی ساده روستایی برخوردارند. 

## جمعیت
بر پایه سرشماری عمومی نفوس و مسکن در سال ۱۳۹۵، جمعیت این روستا برابر با ۱٬۲۳۹ نفر (۳۶۷ خانوار) بوده‌است.